# Brassocattleya lindleyana
Brassocattleya lindleyana är en orkidéart som beskrevs av Robert Allen Rolfe. Brassocattleya lindleyana ingår i släktet Brassocattleya och familjen orkidéer. Inga underarter finns listade i Catalogue of Life.